# Ляпино (Московская область)
Ляпино — деревня в Сергиево-Посадском районе Московской области России, входит в состав сельского поселения Лозовское.

## Население
| 1859 | 1886 | 1895 | 1905 | 1926 | 2002 | 2006 | 2010 |
| ---- | ---- | ---- | ---- | ---- | ---- | ---- | ---- |
| 164  | ↘156 | ↗189 | ↗222 | ↘181 | ↘5   | ↗9   | ↘7   |

## География
Деревня Ляпино расположена на севере Московской области, в юго-восточной части Сергиево-Посадского района, примерно в 56 км к северо-востоку от Московской кольцевой автодороги и 12 км к востоку от железнодорожной станции Сергиев Посад, на правом безымянном притоке реки Вондиги бассейна Клязьмы.
В 6,5 км северо-западнее деревни проходит Ярославское шоссе М8, в 26 км к юго-западу — Московское малое кольцо А107, в 4 км к северо-востоку — Московское большое кольцо А108, в 17 км к югу — Фряновское шоссе Р110.
Ближайшие сельские населённые пункты — деревни Взгляднево и Шильцы.

## История
В «Списке населённых мест» 1862 года — казённая деревня 1-го стана Александровского уезда Владимирской губернии по левую сторону Троицкого торгового тракта из города Алексадрова в Сергиевский посад Московской губернии, в 30 верстах от уездного города и становой квартиры, при ключах, с 28 дворами и 164 жителями (81 мужчина, 83 женщины).
По данным на 1895 год — деревня Ботовской волости Александровского уезда с 189 жителями (83 мужчины, 106 женщин). Основными промыслами населения являлись хлебопашество, выработка бумажных тканей и размотка шёлка, 7 человек уходили в качестве фабричных рабочих на отхожий промысел в Москву.
По материалам Всесоюзной переписи населения 1926 года — деревня Шараповского сельсовета Шараповской волости Сергиевского уезда Московской губернии в 9,6 км от местного шоссе и 13,9 км от станции Сергиево Северной железной дороги; проживал 181 житель (75 мужчин, 106 женщин), насчитывалось 33 крестьянских хозяйства.
С 1929 года — населённый пункт Московской области в составе:
- Шараповского сельсовета Сергиевского района (1929—1930)[13],
- Шараповского сельсовета Загорского района (1930—1954)[14],
- Тураковского сельсовета Загорского района (1954—1963, 1965—1991)[15][16][17],
- Тураковского сельсовета Мытищинского укрупнённого сельского района (1963—1965)[16],
- Тураковского сельсовета Сергиево-Посадского района (1991—1994)[17],
- Тураковского сельского округа Сергиево-Посадского района (1994—2006)[18],
- сельского поселения Лозовское Сергиево-Посадского района (2006 — н. в.)[19][20].